# 이진희 (기업인)
이진희(李眞喜, 1982년~)은 대한민국의 여성 기업인이다. 2015년 4월 에스엘코리아 이사직을 거쳐 2022년 7월부터 ㈜에스엘에프앤씨 사내이사를 역임중이다. 기업 설립 초기부터 국내외 브랜드와의 협업을 통해 OEM 및 ODM 방식으로 데님 의류 생산을 이끌었고, 2022년에는 고품질 맞춤 생산으로 (주)대현, 코오롱인더스트리(주) 및 20여개 브랜드와 협력하여 대형 유통망에 데님 의류를 공급하는 성과를 이루었다.

## 경력
- 2015.04. - 2022.06. : 에스엘코리아 이사
- 2022.07. - 현재 : (주)에스엘에프앤씨 사내이사